# فتاة العرب
فتاة العرب هو لقب للشاعرة الإماراتية عوشة بنت خليفة السويدي (1339 هـ / 1920م - 14 ذو القعدة 1439 هـ / 27 يوليو 2018م) من رواد الشعر النبطي الإماراتي عرفت سابقًا بفتاة الخليج من مواليد منطقة المويجعي في مدينة العين وكانت من سكان دبي. اعتزلت الشعر في أواخر التسعينيات وظلت تروي أشعارها في مدح الرسول ﷺ. وهي شقيقة السياسي أحمد خليفة السويدي.

## لقب فتاة العرب
اسمها الكامل هو عوشة بنت خليفة بن أحمد بن خليفة بن خميس بن يعروف السويدي. كانت تطرح قصائدها باسم مستعار هو: فتاة الخليج، وفي عام 1989م أرسل لها الشيخ محمد بن راشد آل مكتوم ديوان وكَتَبَ في أول صفحه له:
فلازمها اللقب فتاة العرب حتى اعتزالها.

## طفولتها وبداياتها الشعرية
ولدت عوشة ونشأت في العين ثم انتقلت في وقت لاحق من حياتها إلى إمارة دبي. تعلمت عوشه على يد أسرتها حيث ترعرعت في بيت علم ودين وكان رجال العلم والشيوخ لا يغادرون مجلس أبيها. في سن الثانية عشر بدأت عائشة كتابة الشعر. وقد نظمّت في فترة مائة قصيدة خلال شهر تقريباً موزونة.
تعد عوشة شخصية ثقافية بارزة، حيث غنى عدد كبير من الفنانين الإماراتيين والعرب المشهورين عدداً كبيراً من قصائدها. كان لعملها تأثير كبير في تطوير الشعر النبطي في دولة الإمارات العربية المتحدة، وخاصة بين الشاعرات الشابات. في سن الخامسة عشرة، اعترف بمواهب عوشة من قبل مجتمع الشعراء من خلال حفلاتها الشعرية.

## أسلوبها الفني
أسلوب الشاعرة عوشة بنت خليفة السويدي، المعروفة بـ"فتاة العرب"، يتميز بعدد من السمات الفنية التي تجعل شعرها فريداً ومؤثراً في الساحة الأدبية. فيما يلي أبرز جوانب أسلوبها الفني:

### 1. البلاغة والعمق الروحي:
عوشة السويدي تتسم ببلاغة قوية وقدرة على التعبير عن المشاعر بعمق وروحية. يظهر هذا في استخداماتها للغة الشعرية التي تجمع بين الجمال والروحانية، مما يضفي طابعاً تأملياً على أعمالها. قصائدها غالباً ما تتناول مواضيع ذات طابع صوفي أو روحاني، مما يعكس حالة تأمل داخلي في معاني الحب والتسامح والتقوى.

### 2. الأسلوب النبطي التقليدي:
تلتزم الشاعرة بأسس الشعر النبطي التقليدي، الذي يتميز باستخدام الوزن والقافية بشكل متقن. تمتاز قصائدها بتقنيات الشعر النبطي التقليدية مثل السجع والمجازات البلاغية، مما يبرز تقنيات الأداء الشفوي والجمالية في الشعر.

### 3. تنوع الأوزان والقوافي:
عوشة السويدي تستخدم مجموعة متنوعة من الأوزان والقوافي في قصائدها، مما يعكس براعتها في التعامل مع مختلف الأشكال الشعرية. من بين الأوزان التي برعت فيها، يمكن الإشارة إلى البحر المجتث وبحر الرجز، مما يظهر قدرتها على التنقل بين أساليب إيقاعية مختلفة لتحقيق تأثيرات فنية متنوعة.

### 4. المزج بين التقليدي والحديث:
رغم تمسكها بالشعر النبطي التقليدي، استطاعت عوشة السويدي أن تدمج بين الأساليب التقليدية والتجارب الحديثة في الشعر. هذا المزج أضاف بُعداً جديداً لقصائدها وجعلها تواكب العصر دون أن تفقد جوهرها التقليدي.

### 5. الصور الشعرية والتشبيهات:
تستخدم الشاعرة الصور الشعرية والتشبيهات بشكل مكثف، مما يجعل قصائدها غنية بالمشاهد الحسية والرموز الثقافية. الصور الشعرية في قصائدها تجسد الأحاسيس والمشاعر بطريقة تجذب القارئ وتمنحه تجربة بصرية وعاطفية متكاملة.

### 6. التركيز على القضايا الاجتماعية والإنسانية:
تتعامل عوشة السويدي مع قضايا اجتماعية وإنسانية في بعض قصائدها، حيث تعكس رؤيتها للمجتمع وحياته من خلال الشعر. هذا التركيز على القضايا الاجتماعية يعزز من تأثير شعرها ويدعمه بطابع توثيقي لمجريات الحياة الاجتماعية والثقافية في زمنها.

### 7. الرمزية والروحانية:
تعد الرمزية أحد العناصر البارزة في شعرها، حيث تعبر عن الأفكار والمشاعر باستخدام رموز تحمل دلالات عميقة. تتيح هذه الرمزية للقراء تفسير القصائد على مستويات متعددة، مما يزيد من عمق وتجربة الشعر.

### 8. التجربة الشخصية والتأملات الذاتية:
تشكل التجربة الشخصية والتأملات الذاتية جزءاً أساسياً من أسلوب عوشة السويدي. قصائدها كثيراً ما تعكس تأملاتها في الحياة والمجتمع والعلاقات الشخصية، مما يضفي طابعاً حميمياً وشخصياً على أعمالها.